# Aphanolaimus cobbi
Aphanolaimus cobbi is een rondwormensoort uit de familie van de Leptolaimidae.